# Jacques Friedel
Jacques Friedel FRS (6° arrondissement, Paris, 11 de fevereiro de 1921 – Paris, 27 de agosto de 2014) é um físico e cientista dos materiais francês.

## Vida
Seu bisavô Charles Friedel foi um químico orgânico e cristalografista na Universidade de Paris-Sorbonne, seu avô Georges Friedel trabalhou com cristais líquidos e seu pai Edmond Friedel foi diretor da National School of Mines, de 1944 a 1963.
Estudou na École Polytechnique de 1944 a 1946 e na École nationale supérieure des mines de Paris de 1946 a 1948. Graduado na Universidade de Paris com um grau de Licence ès sciences em 1948, depois estudou no Laboratório de Metalurgia da Escola de Minas com Charles Crussard. Obteve o PhD na Universidade de Bristol em 1952, onde foi aluno de Nevill Francis Mott, e o Doctorat d'Etat em Paris em 1954.
Foi professor assistente na Universidade de Paris-Sorbonne em 1956, e foi então professor pleno (full professor) de física do estado sólido na Universidade Paris-Sul, de 1959 a 1989. Publicou mais de 200 artigos científicos.
Foi presidente da Société française de physique, da European Physical Society, e da Académie des Sciences, de 1992 a 1994.
Recebeu a Medalha de Ouro CNRS em 1970, foi eleito membro estrangeiro da Academia Nacional de Ciências dos Estados Unidos e da Royal Society.

## Obras
- Les dislocations (Paris, Gauthier Villars, 1956, 2nd ed. Dislocations, Pergamon, 1964)